# Västerön, Kimitoön
Västerön med Klobben och Västerhals är en ö i Finland. Den ligger i Skärgårdshavet och i kommunen Kimitoön i den ekonomiska regionen  Åboland i landskapet Egentliga Finland, i den sydvästra delen av landet. Ön ligger omkring 58 kilometer söder om Åbo och omkring 160 kilometer väster om Helsingfors.
Ön ingår i ögruppen Tunnhamn. Arean är 49,9 hektar och dess största längd är 1,3 kilometer i öst-västlig riktning.

## Sammansmälta delöar
- Västerön 59°55′38″N 22°10′30″Ö / 59.92712°N 22.17492°Ö
- Klobben 59°55′27″N 22°09′59″Ö / 59.9242°N 22.16646°Ö
- Västerhals 59°55′27″N 22°10′00″Ö / 59.92416°N 22.16661°Ö